# Irene Lecapena
Irene Lecapena (nació como María; en búlgaro: Ирина Лакапина, griego: Μαρία/Ειρήνη Λακαπηνή, murió aproximadamente en 966) fue la emperatriz consorte de Pedro I de Bulgaria. Ella fue la hija de Cristóbal Lecapeno, hijo y coemperador de Romano I, y su esposa Augusta Sofía.
Para demostrar que era un digno sucesor de su padre en el país y a los ojos de los gobiernos extranjeros, el nuevo emperador búlgaro Pedro I hizo una demostración de fuerza al invadir la Tracia bizantina en mayo de 927, pero se mostró dispuesto a negociar una paz más permanente. Romano aprovechó la ocasión y propuso una alianza matrimonial entre las casas imperiales de Bizancio y Bulgaria. Romano dispuso un matrimonio diplomático entre su nieta María y el monarca búlgaro. Por primera vez en la historia bizantina, una princesa bizantina iba a casarse con un gobernante extranjero y décadas más tarde, Constantino VII criticó a Romano para esta concesión. En octubre de 927 Pedro llegó cerca de Constantinopla para reunirse Romano y firmó el tratado de paz, casándose con María el 8 de noviembre. Para significar la nueva era en las relaciones búlgaro-bizantinas, María pasó a llamarse Irene ("paz").
Irene y Pedro I tuvieron varios hijos, entre ellos:
- Plenimir
- Boris II, que le sucedió como emperador de Bulgaria en 969.
- Romano, quien le sucedió como emperador de Bulgaria en 977.